# Péter Lipcsei
Péter Lipcsei (ur. 28 marca 1972 roku w miejscowości Kazincbarcika) – węgierski piłkarz, grający na pozycji pomocnika. Zawodnik zakończył karierę i obecnie jest asystentem trenera w Ferencvárosi TC. Wielokrotny reprezentant Węgier.

## Sukcesy
- 1990/1991 Puchar Węgier (Ferencvárosi TC)
- 1991/1992 I liga węgierska (Ferencvárosi TC)
- 1991/1992 Puchar Węgier (Ferencvárosi TC)
- 1993 Superpuchar Węgier (Ferencvárosi TC)
- 1993/1994 Puchar Węgier (Ferencvárosi TC)
- 1994 Superpuchar Węgier (Ferencvárosi TC)
- 1994/1995 I liga węgierska (Ferencvárosi TC)
- 1994/1995 Puchar Węgier (Ferencvárosi TC)
- 1995 Superpuchar Węgier (Ferencvárosi TC)
- 1995/1996 I liga portugalska (FC Porto)
- 1996 Superpuchar Portugalii (FC Porto)
- 2000/2001 I liga węgierska (Ferencvárosi TC)
- 2002/2003 Puchar Węgier (Ferencvárosi TC)
- 2003/2004 I liga węgierska (Ferencvárosi TC)
- 2003/2004 Puchar Węgier (Ferencvárosi TC)
- 2008/2009 II liga węgierska (Ferencvárosi TC)